# Koffi Gbeglo
Koffi Gbeglo (né le 18 avril 1957) est un espérantiste togolais.

## Biographie
Koffi Gbeglo nait le 18 avril 1957 à Anyronkope, au Togo. Son père, Doumegnon Messan Gbeglo, est pêcheur et agriculteur. Sa mère, Sotowla Akakpo, est vendeuse. Tous deux sont analphabètes. Koffi Gbeglo étudie à l’école élémentaire d’Anyronkope jusqu’en 1970, puis, entre 1970 et 1975, au collège de Vogan. Entre 1976 et 1979, il étudie à l’école technique de Lomeo, où il est diplômé en soudage et chaudronnerie.

## Œuvres
- Mi vizitis grandan urbon, 1989
- De vilaĝo al ĉefurbo, 1993
- Kaj kio poste?, 1994
- Prenu plu, 1995
- La Tabelo, 1997
- La Centra Oficejo de UEA en vortoj, 2002
- Sub la verda bluzo, 2007
- Afero de espero tra lupeo de afrika esperantisto, 2008
- Esperantujismo, 2008